# Ерік Поклі
Ерік Поклі (англ. Eric Pockley; 18 травня 1876 — 11 листопада 1956) — колишній австралійський тенісист.
Найвищим досягненням на турнірах Великого шолома був фінал в одиночному розряді.
Завершив кар'єру 1919 року.

## Фінали турнірів Великого шолома

### Одиночний розряд (1 поразка)
| Результат | Рік  | Турнір                | Покриття | Суперник            | Рахунок       |
| --------- | ---- | --------------------- | -------- | ------------------- | ------------- |
| Поразка   | 1919 | Чемпіонат Австралазії | Трава    | Алджернон Кінґскоут | 4–6, 0–6, 3–6 |